# Irene Ward, Baroness Ward of North Tyneside
Irene Mary Bewick Ward, Baroness Ward of North Tyneside, DBE CH (* 23. Februar 1895; † 26. April 1980 in London) war eine britische Politikerin der Conservative Party. Seit 1975 war sie als Life Peeress Mitglied des House of Lords.

## Leben
Ward wurde als Tochter des Architekten Alfred J. Bewick Ward und dessen Ehefrau Elvira Mary Ward geboren. Ihr Vater starb, als sie noch ein Kind war. Ihre Kindheit und Jugend waren von Armut geprägt. Ward wuchs in Newcastle upon Tyne auf; dort besuchte sie die Newcastle Church High School.
1923 unternahm sie erstmals den Versuch, für die Conservative Party im Wahlkreis Wansbeck in der Grafschaft Northumberland zu kandidieren; sie musste ihre Bewerbung jedoch zurückziehen, da die Parteiausschüsse keinen weiblichen Kandidaten wollten. Bei den Britischen Unterhauswahlen 1924 und 1929 trat sie für die Conservative Party im Wahlkreis Morpeth an, jedoch erfolglos. Sie arbeitete in diesen Jahren ehrenamtlich für die Conservative Party.
Bei den Britischen Unterhauswahlen 1931 wurde sie für den Wahlkreis Wallsend ins House of Commons gewählt; sie besiegte bei der Wahl die Kandidatin der Labour Party, Margaret Bondfield. Sie setzte sich als Unterhausmitglied insbesondere für die Wirtschaft in Tyneside ein; Bergbau und Schiffsbau wurden in ihrem Wahlkreis ihre politischen Schwerpunkte. In ihrem Wahlkreis setzte sie sich insbesondere für die Verbesserung der dortigen sozialen Bedingungen ein; die Armut und die harten Lebensumstände ihrer Wählerschaft prägten Wards politisches Denken und Handeln. Ihre Antrittsrede im House of Commons hielt sie im Mai 1932 im Rahmen der Debatte zur Coal Mines Bill; dabei kritisierte sie die Regierung für das Scheitern der Festlegung von Mindestlöhnen für Bergarbeiter.
1935 stimmte sie im Britischen Unterhaus gemeinsam mit Nancy Astor und Eleanor Rathbone für den Government of India Act, der indischen Frauen mehr verfassungsmäßige Rechte gewährte. 1937 unterstützte sie im Britischen Unterhaus die Poor Law (Amendment) Bill, ein Gesetz, das Taschengeld für Menschen in Altersheimen und in staatlichen Einrichtungen vorsah. 1941 wurde sie Vorsitzende der von Nancy Astor und Caroline Haslett ins Leben gerufenen Commonwealth Women Parliamentarians (CWP) Association; während des Zweiten Weltkriegs traf sich die Vereinigung in Astors Haus, unter anderem, um über den Kriegseinsatz von Frauen zu beraten und diesen zu überwachen. Ward meldete sich im Januar und März 1941 im House of Commons auch in den Debatten zur Arbeitsaufnahme von Frauen in Kriegszeiten zu Wort. 1941 berief Staatssekretär Gwilym Lloyd George Ward in das Women’s Consultative Committee (WCC); sie sollte seine persönliche politische Beraterin werden. Bei den Britischen Unterhauswahlen 1945 verlor sie, beim Erdrutschsieg der Labour Party, ihren Parlamentssitz.
Bei den Britischen Unterhauswahlen 1950 kehrte Ward für den Wahlkreis Tynemouth ins House of Commons zurück; sie besiegte bei der Wahl die vorherige Amtsinhaberin, Grace Colman. Ward gehörte zu den aktiven Hinterbänklern im House of Commons. Sie setzte sich für Lohngleichheit ein, trat für Rentner mit geringem Einkommen ein und unterstützte die Deserted Wives Bill (1951). Im House of Commons nahm sie bei einer Gelegenheit den vorübergehend freien Platz des britischen Premierministers ein. Auf die Aufforderung, den Platz zu verlassen, erklärte Ward, sie demonstriere friedlich für die Rechte von Rentnern. 1952 kritisierte sie ihre Partei in einem Brief an die Tageszeitung The Times, weil es die Conservative Party verabsäumt habe, in ausreichender Zahl zukünftige weibliche Parlamentskandidaten (Prospective parliamentary candidate; PPC) auszuwählen und zu benennen. 1953 brachte sie den Rights of Entry (Gas and Electricity Boards) Act als Private Member Bill ins Parlament ein. Sie stimmte für den Nurses (Amendment) Act (April 1960) und den Penalties for Drunkenness Act (1962).
Im Februar 1974 gab Ward ihre aktive politische Karriere auf und schied freiwillig aus dem House of Commons aus. Sie hatte für die Conservative Party insgesamt fast 35 Jahren einen Parlamentssitz innegehabt. Sie war die dienstälteste Parlamentarierin des House of Commons, die sog. „Mother of the House“; ihr Rekord wurde erst 2007 von Gwyneth Dunwoody eingestellt. Bei ihrem Ausscheiden, im Alter von 79 Jahren, war sie das älteste Mitglied des House of Commons.
1949 wurde sie Friedensrichterin für den Gerichtsbezirk Newcastle upon Tyne. Ward war Ehrenmitglied (Honorary Member) des Vorstands der National Commission for Women (NCW). Seit 1964 war sie Mitglied des Public Accounts Committee. Sie war außerdem Honorary Fellow des Lucy Cavendish College der University of Cambridge.
Ward war unverheiratet. Ihr Nachlass (Tagebücher, Briefe, Fotografien usw.) wird in der Bodleian Library der University of Oxford aufbewahrt. Der Brief, in dem Ward im Jahre 1975 Margaret Thatcher persönlich zu ihrer Wahl zur Parteivorsitzenden der Conservative Party gratulierte, befindet sich im Nachlass Thatchers im Churchill College der University of Cambridge.

## Mitgliedschaft im House of Lords
Am 23. Januar 1975 wurde Ward als Baroness Ward of North Tyneside, of North Tyneside in the County of Tyne and Weir, zur Life Peeress ernannt und wurde dadurch Mitglied des House of Lords. Im House of Lords gehörte sie der Fraktion der Conservative Party an.

## Orden und Ehrenzeichen
Ward wurde 1929 als Commander in den Order of the British Empire aufgenommen und 1955 zur Dame Commander desselben Ordens erhoben. 1973 wurde sie in den Order of the Companions of Honour aufgenommen.